# John Oliver: Co týden dal a vzal
John Oliver: Co týden dal a vzal (v anglickém originále Last Week Tonight with John Oliver) je americká noční satirická talk show vysílaná každou neděli na HBO ve Spojených státech a HBO Kanada, a v pondělí (původně v úterý) na Sky Atlantic ve Spojeném království. Pořad je také vysílaný v České republice na kanálech HBO pod názvem John Oliver: Co týden dal a vzal.
Tato půl hodiny dlouhá show, která měla premiéru v neděli 27. dubna 2014, je moderována komikem Johnem Oliverem. John Oliver: Co týden dal a vzal se trochu podobá pořadu Comedy Central The Daily Show with Jon Stewart.
Oliver uvedl, že má v pořadu plnou tvůrčí svobodu včetně svobody kritizovat korporace. Jeho původní kontrakt s HBO byl na dva roky s možností prodloužení. V únoru 2015 oznámil, že se seriál prodlužuje o dalších 35 epizod. V září 2020 HBO oznámilo, že pořad byl obnoven o další tři řady, přičemž každá s 30 díly až do roku 2023.